# قلعة قهقهة
قلعة قهقهة (بالفارسية: قلعه قهقهه) هي قلعة تاريخية تعود إلى عصر السلالة الصفوية، وتقع في مشكين شهر. المبنى الرئيسي قبل ميديون.